# Пембрук (Кентаки)
Пембрук (енгл. Pembroke) град је у америчкој савезној држави Кентаки.

## Демографија
По попису из 2010. године број становника је 869, што је 72 (9,0%) становника више него 2000. године.
| Група             | 2000.       | 2010.       |
| Белци             | 516 (64,7%) | 599 (68,9%) |
| Афроамериканци    | 248 (31,1%) | 232 (26,7%) |
| Азијати           | 2 (0,3%)    | 3 (0,3%)    |
| Хиспаноамериканци | 10 (1,3%)   | 19 (2,2%)   |
| Укупно            | 797         | 869         |